# Inermestoloides
Inermestoloides är ett släkte av skalbaggar. Inermestoloides ingår i familjen långhorningar.
Kladogram enligt Catalogue of Life:
| Inermestoloides | \| \| Inermestoloides praeapicealba \| \| \| \| \| \| Inermestoloides rumuara \| \| \| \| |
|                 | \| \| Inermestoloides praeapicealba \| \| \| \| \| \| Inermestoloides rumuara \| \| \| \| |
|                 | Inermestoloides praeapicealba                                                             |
|                 |                                                                                           |
|                 | Inermestoloides rumuara                                                                   |
|                 |                                                                                           |